# オフコース
オフコース（英語: OFF COURSE）は、1967年から1989年まで活動した日本のバンド。1970年デビュー。「さよなら」や「Yes-No」などのヒットソングで知られ、1982年には日本武道館での連続10日間コンサートを成功させた。

## 概略
グループの始まりは神奈川県横浜市の聖光学院高校に在学中だった小田和正、鈴木康博、地主道夫らが結成したフォーク・グループから端を発する。1970年にシングル『群衆の中で』でデビュー、当初はアコースティック・ギターを中心としたフォークソング的な曲を歌っていたが、1975年の『眠れぬ夜』がスマッシュヒットとなった以外は長年ヒット曲に恵まれなかった。
1972年から小田と鈴木のデュオで活動していたが、デビュー7年目の1976年にギターの松尾一彦、ベースの清水仁、ドラムスの大間ジローがレコーディングに参加し(正式加入は1979年8月1日)、キーボード、シンセサイザーを含めたバンドサウンドとなる。デビュー10年目の「さよなら」の大ヒットで人気を獲得、それ以降も多くのヒット曲を生み出し、ビッグ・グループになった。しかし、音楽番組全盛の時代にあって、テレビ出演で人気を高めていった他のグループとは一線を画し、テレビ番組にはほとんど出演せず、レコード制作とコンサートに力を注ぐという独自の姿勢を頑なに貫いた。
1982年、鈴木の脱退により一時活動を休止した後、4人での活動再開以降もヒット曲を連発し、変わらぬ人気を博する。その後5年近く4人で活動を続け、デビューから19年目の1989年に解散。その後、小田と鈴木はソロとして、松尾、清水、大間は各々のソロ活動の傍ら1999年3月にユニットAcoustic Beatles Clubを結成した。

## メンバー

### 解散時のメンバー
- 小田和正（おだ かずまさ、1947年9月20日（77歳） - ） ボーカル・キーボード・ギター
  - 結成から解散まで唯一在籍。神奈川県横浜市金沢区出身。東北大学工学部卒業。早稲田大学大学院理工学研究科修士課程修了。
- 清水仁（しみず ひとし、1950年11月25日（74歳） - ） ベース・コーラス・ペダルシンセサイザー
  - 1979年8月1日加入。大阪府大阪市西成区出身。ライブでもコーラスをこなす。「ザ・バッド・ボーイズ」[† 2] を経て、1976年10月よりオフコースに参加。鈴木と並ぶ長身が特徴。
- 大間ジロー（おおま ジロー、1954年5月14日（71歳） - ） ドラムス
  - 1979年8月1日加入。本名：大間仁世（おおま ひとせ）。秋田県鹿角郡小坂町出身。秋田県立大館鳳鳴高等学校卒業。高校時代に松尾と出会い音楽活動を共にする。松尾一彦と共に活動していた4人組ロックバンド「ザ・ジャネット」を経て、1976年5月よりオフコースに参加。
- 松尾一彦（まつお かずひこ、1954年8月7日（71歳） - ） ・ギター・ハーモニカ・コーラス・キーボード
  - 1979年8月1日加入。秋田県山本郡八森町（現：八峰町）出身。秋田県立能代高等学校卒業。幼い頃から音楽に目覚め、5歳で作曲したという。オフコース在籍時から他のアーティストに曲を提供している。「ザ・ジャネット」を経て、1976年10月よりオフコースに参加。

### 解散前に脱退したメンバー
- 地主道夫（じぬし みちお） ギター
  - 結成時のメンバー。聖光学院、東北大学工学部、早稲田大学理工学部卒業。1971年2月頃脱退後、竹中工務店に入社。『日刊ゲンダイ』（平成6年6月16日号）で「超売れっ子設計家」として取り上げられた。後に設計事務所を営む。
- 須藤尊史（すどう たかふみ） ドラムス
  - 結成時のメンバー。1965年脱退。高校3年時の聖光祭に小田・鈴木・地主とともにステージに立つ。卒業後横浜市立大学に進学。 昭和シェル石油勤めのかたわらヨットマンとしても有名になる。
- 小林和行（こばやし かずゆき）ベース
  - 1970年10月頃加入、1972年5月19日脱退。小田・鈴木の聖光学院時代の後輩。加入当時、早稲田大学学生でその後、小田らの勧めで学業に戻る。
- 吉田浩二（よしだ こうじ） コーラス
  - 1972年5月13日加入、同年5月19日脱退。当時のオフコースのマネージャーで、第1回東京音楽祭出演のため助っ人として加入。
- 鈴木康博（すずき やすひろ、1948年2月18日（77歳） - ） ボーカル・ギター
  - 結成時のメンバー。1983年8月31日脱退。静岡県田方郡修善寺町（現：伊豆市）出身。東京工業大学工学部卒業。

## 来歴
1964年
12月、高校2年のクリスマス・パーティーでバンドの生演奏をしたことがきっかけとなり、翌年の文化祭（聖光祭）のステージに立つことを目指しメンバーの中から小田和正、鈴木康博、地主道夫、須藤尊史の4人でグループが結成される。
1965年
11月3日、聖光学院文化祭に出演。高校卒業後、鈴木康博は東京工業大学制御工学科に、小田和正は東北大学建築科にそれぞれ進学、離ればなれになる。しかし、休日に鈴木が車に機材を積み込んで仙台まで行って練習は続けられた。
1966年
8月17日、「第1回 FOLK SONGの…」開催（横浜勤労会館）。
1967年
3月27日、「第2回 FOLK SONGの…」開催（横浜勤労会館）。コンサートの後、彼らは名前のなかったこのグループに“THE OFF? COURSE”と命名する。彼らの音楽活動を支援し、コンサートのためにいつも中心となって動く聖光野球部OB会“オフコース（OF COURSE）”に敬意を表してその名をもらった。大学時代、自主コンサートを毎年開催するほか、聖光学院時代の友達から頼まれて演奏したり、他の大学の文化祭に呼ばれるなど、3人は活発な演奏活動を続けた。
1968年
4月4日、「第3回 FOLK SONGの…」開催（神奈川県立青少年センター）。大学三年になった彼らにとって、解散コンサートのつもりで開催された。
1969年
7月20日、第3回ヤマハ・ライト・ミュージック・コンテスト（LMC）仙台地区予選（仙台西花苑）にフォーク部門から出場、第2位。8月31日、宮城県予選（宮城県民会館）に出場、第1位を獲得。9月、東北地区本選大会（仙台電力ホール）に出場、第1位を獲得し、全国大会へ進出。11月2日、LMC全国グランプリ大会（新宿厚生年金会館大ホール）第2位。
1970年
4月5日、シングル『群衆の中で ⁄ 陽はまた昇る』でデビュー。10月、小田・鈴木の聖光学院の後輩だった小林和行がベーシストとして加入。11月14日、赤い鳥と「8人の音楽会」開催（大手町サンケイホール）。
1971年
2月、地主が建築の道へ進むためにグループを脱退。5月、パシフィック・エンタープライズに所属、ボン・ミュージックと音楽出版契約。10月5日にシングル『夜明けを告げに ⁄ 美しい世界』を発売。
1972年
4月25日、シングル『おさらば ⁄ 悲しきあこがれ』発売。グループ名を「オフ・コース」とする。5月13日に「第1回東京音楽祭」に出場（日本武道館）、「おさらば」を歌う。当時のオフコースのマネージャーだった吉田浩二がコーラスとして加入。5月19日、メンバーが小田・鈴木の二人となる。6月9日、ラジオ関東『ヤングヤングミュージック・イン・テクニクス』初出演。のちに『オフコースの小さな部屋』のテーマソング「小さな部屋」が生まれた。9月13日、第1回リサイタル“オフコース・コンサート・イン・横浜”開催（横浜市教育会館）。
1973年
2月1日、杉田二郎と「サブミュージック・パブリッシャーズ・オフィス」を設立。5月1日、“ラブ・ジェネレーション・コンサート”を全国12か所で開催（5月25日まで）。6月5日、ファースト・アルバム『オフ・コース1 ⁄ 僕の贈りもの』発売。9月9日、第2回オフコース・リサイタル“グリーン・ラブ”開催（日仏会館）。11月26日、アルバム・レコーディング開始（1974年3月10日まで）。11月30日、ラジオ関東“ヤングヤングミュージック・イン・テクニクス”にレギュラー出演。
1974年
1月10日、札幌・道新ホールにてコンサート。観客は僅か13人で、それがいつまでもエピソードとして何回も出ることになる。3月14日、渋谷ジァン・ジァンにてコンサート。3月28日、東京で「オフコース・ファミリー・コンサート」開催（岩波ホール）。4月5日、シングル『もう歌は作れない ⁄ はたちの頃』発売。5月5日、アルバム『この道をゆけば ⁄ オフ・コース・ラウンド2』発売。5月7日、第3回オフコース・リサイタル“明日への歩み”開催（日本青年館大ホール）。10月20日、シングル『忘れ雪 ⁄ 水いらずの午後』発売。10月26日、第4回オフコース・リサイタル“秋ゆく街で”開催（中野サンプラザホール）。12月20日、アルバム『秋ゆく街で ⁄ オフ・コース・ライヴ・イン・コンサート』発売。10月26日に行われたコンサートの模様を収録したライブ・アルバム。
1975年
3月22日、“オフコースの小さな部屋 Vol.1”-なぜ音楽活動を続けるか- 開催（日本青年館大ホール ゲスト：山本コウタロー、南高節、斉藤哲夫、イルカ）。4月、武藤敏史がオフコースの担当ディレクターとなる。4月27日、“オフコースの小さな部屋 Vol.2”–お帰りなさいジローちゃん– 開催（神田共立講堂 ゲスト：杉田二郎）。6月8日、“オフコースの小さな部屋 Vol.3”–みつはしちかこさんを迎えて– 開催（日本青年館大ホール ゲスト：みつはしちかこ、イルカ）。7月2日、シングル、アルバム・レコーディング開始（11月6日まで）。8月17日、“オフコースの小さな部屋 Vol.4”–フォーク史をたどる– 開催（日本青年館大ホール ゲスト：石川鷹彦、新田和長）。8月20日、文化放送“ハロー・パーティー”出演。8月26日、“オフコース・ファミリー・コンサート”開催（新宿安田生命ホール）。10月4日、第5回オフコース・リサイタル“秋ゆく街でII”開催（中野サンプラザホール）。11月2日、聖光祭に出演。11月24日、“オフコースの小さな部屋 Vol.5”-コーラスの世界- 開催（日本青年館大ホール）。12月8日、文化放送“歌そして仲間”出演（1976年1月25日オンエア）。12月20日、シングル『眠れぬ夜 ⁄ 昨日への手紙』とアルバム『ワインの匂い』を同時発売。新宿ルイードでのチャリティーコンサートに出演。12月23日、信越放送“クリーン・フォーク”出演。
1976年
1月18日、｢オフ・コースとイルカの年賀状コンサート｣開催（日本青年館 ゲスト：なぎら健壱）。2月、小田、早稲田大学大学院を卒業。2月16日、新宿ルイード（共演：イルカ）。2月19日、文化放送“花のフォークタウン”出演（渋谷公会堂）。2月26日、シングル『ひとりで生きてゆければ』レコーディング開始（2月29日まで）。プロデューサー武藤敏史が以前ディレクターとして担当していた「ザ・ジャネット」の元メンバーの大間ジローをレコーディングに参加させる。5月5日、シングル『ひとりで生きてゆければ ⁄ あいつの残したものは』発売。同日より、大間ジロー参加。5月23日、“オフコースの小さな部屋 Vol.6”-音楽の多様性その1：音楽はいかに映像を助けるか、また映像はいかに音楽を助けるか- 開催（日本青年館大ホール ゲスト：加藤和彦）。清水仁が初参加。8月1日、それまで所属していたサブミュージック・パブリッシャーズ・オフィスから独立、マネージメント会社「オフコース・カンパニー」を設立。8月15日、アルバム・レコーディング開始（9月15日まで）。9月5日、“オフコース・ファミリー・コンサート”開催（全電通ホール）。10月5日、シングル『めぐる季節 ⁄ ランナウェイ』発売。10月23日、第6回オフコース・リサイタル“秋ゆく街でIII”開催（中野サンプラザホール）。大間と清水に加え松尾一彦が参加、大間・清水・松尾を観客に紹介。10月24日、学園祭ライブ回り（11月23日まで）。オフコース史上最高の10校。11月5日、アルバム『SONG IS LOVE』発売。清水は「ザ・バッド・ボーイズ」としての契約がまだ残っていたためレコーディングでは演奏には不参加だが、この頃から実質的に5人のバンドとなった。11月10日、シングル・レコーディング開始（12月7日まで）。11月21日、白百合女子大学園祭公演。
1977年
2月5日、シングル『こころは気紛れ ⁄ あなたがいれば』発売。両曲とも清水仁が参加、このシングルで後の正式メンバー5人が全員揃う。4月8日、初の全国ツアー、「春のコンサート・ツアー」開始（9月28日まで：全国37か所）。4月25日、“オフコースの小さな部屋 Vol.7”–音楽の多様性その2：弦カル・トマトを迎えて。ひとつの音がいくつか集まるとどのような音楽において、どんな風に音の広がりが出てくるか– 開催（九段会館）。5月9日、シングル、アルバム・レコーディング開始（7月22日まで）。8月5日、シングル『秋の気配 ⁄ 恋人よそのままで』発売。このシングルからアーティスト表記が「オフ・コース」から「オフコース」となる。8月18日、ツアー・リハーサル開始（9月14日まで）。9月5日、アルバム『JUNKTION』発売。10月9日、「秋のコンサート・ツアー」開始（1978年2月27日まで：全国39か所）。10月23日、第7回オフコース・リサイタル“秋ゆく街でIV”開催（中野サンプラザホール、昼夜2回公演）。11月20日、シングル『ロンド ⁄ 思い出を盗んで』発売。「ロンド」は日本テレビ系ドラマ「ひまわりの家」主題歌となる。12月14日、FM東京“スカイ・ホリデー”録音（1978年1月1日オンエア）。冬、プロモート・ディスク『ANTHOLOGY』配布。
1978年
1月18日、シングル・レコーディング開始（2月22日まで）。3月10日、「春のコンサート・ツアー」開始（7月24日まで：全国41か所）。4月5日、“オフコースの小さな部屋 Vol.8”–78年度オフコース大賞– 開催（渋谷公会堂 ゲスト：財津和夫）。4月5日、シングル『やさしさにさようなら ⁄ 通りすぎた夜』発売。4月19日、アルバム・レコーディング開始（8月8日まで）。4月27日、FM東京“ニュー・ミュージック’78”出演。5月5日、ベスト・アルバム『SELECTION 1973-78』発売。7月8日、“オフコース・ファミリー・コンサート”開催（神奈川県民会館小ホール）。7月20日、シングル『あなたのすべて ⁄ 海を見つめて』発売。8月22日、ツアー・リハーサル開始（8月31日まで）。9月1日、軽井沢にて、ツアー・リハーサル合宿（9月10日まで）。9月13日、全国ツアー用リハーサル（江東公会堂）。9月20日、「秋のコンサート・ツアー」開始（1979年1月31日まで：全国60か所）。この年初めて、それまで東京のみで行われてきたリサイタル“秋ゆく街で”を、リサイタル・ツアーとして全国57か所で公演する。まだ地方によっては半分も人の埋まらない会場もあった。10月5日、アルバム『FAIRWAY』発売。10月20日、TBSラジオ“ニュー・ミュージック・ワールド”出演（11月28日オンエア）。10月21日、シングル・レコーディング開始（11月7日まで）。11月20日、島根県浜田市での公演後、大間が腹痛を訴え、翌日入院。次の二公演を延期し、大間が回復するまでの代役として向山テツを入れる。しかし大間はこのツアーに復帰することができなかったため、向山が13ステージ、残りの18ステージを、城間正博が受け持った。
1979年
1月20日、シングル『愛を止めないで ⁄ 美しい思い出に』発売。ジャケットにメンバー5人のライブ写真を使用。3月1日、河口湖サニーデ・スタジオにて、ツアー・リハーサル合宿（3月12日まで）。3月14日、シングル・レコーディング開始（4月2日まで）。3月22日、「春のコンサート・ツアー」開始（8月5日まで：全国61か所62回公演）。5月16日、アルバム・レコーディング開始（8月28日まで）。6月5日、シングル『風に吹かれて ⁄ 恋を抱きしめよう』発売。8月1日、松尾・清水・大間が、正式にバンドメンバーとなる。8月4日、「オフコース田園コロシアム」開催（8月5日まで）。8月31日、アルバム・ジャケット撮影のため沖縄へ移動。9月3日、沖縄から羽田空港へ到着。9月13日、河口湖サニーデ・スタジオにて、ツアー・リハーサル合宿（9月22日まで）。9月24日、シングル・レコーディング開始（10月8日まで）。9月27日、河口湖サニーデ・スタジオにて、ツアー・リハーサル合宿（10月4日まで）。10月16日、「OFF COURSE CONCERT “Three and Two”」開始（1980年2月25日まで：全国51か所63回公演）。10月20日、アルバム『Three and Two』発売。ジャケットは表に新加入の清水・大間・松尾の3人、裏に小田と鈴木が、それぞれ写った。11月3日、ラジオ関東“ニュー・ミュージック一直線”出演。12月1日、シングル『さよなら ⁄ 汐風のなかで』発売。同作はオリコンシングルチャートで第2位を記録し、同年の年間ランキングで9位を記録した。12月11日、FM東京“歌謡バラエティ”出演。
1980年
3月3日、シングル・レコーディング開始（4月21日まで）。3月5日、シングル『生まれ来る子供たちのために ⁄ この海に誓って』発売。4月2日、FM東京“ニューミュージック共和国”録音（4月12日オンエア）。NHK-FM“マイ・ラブリー・ポップス”録音（4月20・26日オンエア）。4月14日、ツアー・リハーサル合宿（4月19日まで）。5月1日、「OFF COURSE CONCERT LØVE」開始（6月28日まで：オフコース初の日本武道館公演を含む全国15か所21回公演）。5月5日、アルバム『LIVE』発売。5月11日、NHK教育テレビのドキュメンタリー番組『若い広場』「牛尾治朗と若者たち」に小田が出演。6月21日、シングル『Yes-No ⁄ 愛の終わる時』発売。6月29日、木田高介・阿部晴彦追悼コンサートに出演（日比谷野外音楽堂）。8月6日、アルバム・レコーディング開始（9月25日まで）。9月28日、トラックダウンのため、渡米。ハワイ経由で10月15日に帰国。10月21日、伊豆市の別荘地「伊豆エメラルドタウン」にて、ツアー・リハーサル合宿（10月26日まで）。11月4日、ラン・スルー・リハーサル（朝霞市民会館）。11月10日、「OFF COURSE CONCERT “We are”」開始（1981年3月28日まで：日本武道館4日間公演を含む全国47か所58回公演）11月21日、アルバム『We are』発売。初めてオリコンチャートで1位を獲得する。11月25日、小田和正サウンドプロデュースシングル『夜明けのグッドバイ』（イルカ）発売（SIDE Aのみ）。11月27日、“オフコースの小さな部屋”札幌・道新ホールにて開催。1974年の観客13人を吹っ切るために企画された公演。12月1日、シングル『時に愛は ⁄ 僕等の時代』発売。12月21日、小田和正サウンド・プロデュース・アルバム『我が心の友へ』（イルカ）発売（11曲中6曲）。年末、鈴木が「オフコースを抜けて違う音楽をやってみたい」との意思を小田に伝える。
1981年
2月7-10日、日本武道館公演。最終日の10日に本格的にライブ撮影、その映像は後にフェアで使用。4月、シングル・レコーディング開始。5月25日、小田和正サウンド・プロデュース・シングル『Follow Me』（イルカ）発売（SIDE A のみ）。6月5日、鈴木康博プロデュース・シングル『君が好き』（あんべ光俊）発売。6月21日、シングル『I LOVE YOU ⁄ 夜はふたりで』発売。6月29日、伊豆合宿（7月1日まで）。7月19日、小田、文化放送“ハッピー・フォーク”出演。8月16日、アルバム制作開始。ロサンゼルスにてトラックダウン（10月30日まで）。9月1日、ベスト・アルバム『SELECTION 1978-81』発売。11月15日、アルバム制作開始（1982年6月6日まで）。11月23日、NHK教育テレビ『若い広場』に出演。12月31日、『We are』が「第23回日本レコード大賞」“ベスト・アルバム賞”を受賞。
1982年
1月3日、アルバム『over』の制作過程を追ったドキュメンタリーが、NHK教育テレビ『若い広場』で「オフコースの世界」と題して放送された。1月21日、 フジテレビ系『笑ってる場合ですよ!』「明石家さんまの減点マネージャー」に清水・大間・松尾と、マネージャーの富樫要が出演。1月22日、「Off course Concert 1982 “over”」開始（6月30日まで：全国28か所69回公演）。観客動員数約25万人。2月1日、シングル「言葉にできない ⁄ 君におくる歌」発売。6月10日、シングル『YES-YES-YES ⁄ メインストリートをつっ走れ』発売。6月15日、日本武道館連続10日間公演実施（6月30日まで）。コンサートへのチケット抽選応募葉書は約53万通にも及んだ。その後約3年間、ライブ活動を休止する。7月1日、アルバム『I LOVE YOU』発売。7月、オフコース初のTVスペシャル『NEXT』の制作開始。9月21日、アルバム『NEXT SOUND TRACK』発売。9月29日、TBS系特別企画オフコース・スペシャル『NEXT』放映。9月29日、フィルム・コンサート「Off Course Concert 1982.6.30」開始（1983年1月31日まで：全国240か所393回上映）。
1983年
3月、海外用デモテープ・レコーディング。8月29日、栃木県のジュンクラシックカントリークラブ（ゴルフ場）にて行われた合宿でメンバー、スタッフを含むミーティング実施。4人での再出発を決める（9月1日まで）。8月31日、鈴木、正式脱退。10月21日、アルバム用プリプロダクション開始（1984年5月4日まで）。11月3日、ベスト・アルバム『YES-YES-YES』発売。12月8日、清水の友人、リッキー&リボルバーの誘いで急遽、渋谷エッグマンで行われたジョン・レノン追悼コンサートに飛び入り出演。「Long Tall Sally」など3曲を演奏、4人での最初の演奏。
1984年
1月7日、アルバム『The Best Year of My Life』レコーディング開始。2月14日、 フジテレビ系『笑っていいとも!』の「テレフォンショッキング」に明石家さんまからの紹介で小田が出演、翌15日のお友達に星野仙一を紹介する。4月21日、シングル『君が、嘘を、ついた ⁄ 愛よりも』発売。これも同じくオリコンシングルチャートで第2位。このシングルより、小田・松尾・清水・大間の4人となる。6月23日に放送のフジテレビ系『オレたちひょうきん族』の「ひょうきんベストテン」に第1位で出演、「君が、嘘を、ついた」のプロモーションビデオ・プレミアム鑑賞会を行う。7月6日、「夏の日」プロモーション・フィルム制作（7月20日まで）。7月18日、シングル『夏の日 ⁄ 君の倖せを祈れない』発売。8月30日、「緑の日々」プロモーション・フィルム制作（9月24日まで）。9月21日、シングル『緑の日々 ⁄ CITY NIGHTS』発売。11月21日、シングル・レコーディング開始（1985年1月14日まで）。
1985年
1月、アメリカでのアーティスト契約への足がかりとして自身の曲を全て英訳したアルバムのレコーディングを開始（3月8日まで）。2月3日、シングル・レコーディング開始（3月8日まで）。2月21日、シングル『call ⁄ 2度目の夏』発売。3月11日、ツアー・リハーサル開始（4月24日まで）。4月、ファンクラブ向けビデオ『RUNNING THROUGH '84』発売。4月26日、「OFF COURSE CONCERT '85 “The Best Year of My Life”」開始（10月17日まで：全国42か所56回公演）。約26万人動員。5月22日、シングル『たそがれ ⁄ LAST NIGHT』発売。6月1日、松任谷由実・小田和正・財津和夫共作のシングル『今だから』発売。6月15日、国立競技場で行なわれた国際青年年記念イベント“ALL TOGETHER NOW”に出演。吉田拓郎のバックバンドを担当したほか、小田は同イベントのテーマソング「今だから」を松任谷由実、財津和夫と共に歌った（演奏はSadistic Yuming Band）。7月13日、LIVE AID出演。「ENDLESS NIGHTS」を歌う。7月31日、シングル・レコーディング開始（8月8日まで）。8月1日、同年初頭にレコーディングされた英語詞の楽曲をまとめたアルバム『Back Streets of Tokyo』発売。9月21日、シングル『夏から夏まで ⁄ ぜんまいじかけの嘘』発売。10月15日、国立代々木競技場・第一体育館にて追加公演（17日まで）。11月30日、シングル『ENDLESS NIGHTS ⁄ EYES IN THE BACK OF MY HEART』発売。
1987年
3月4日、シングル『IT'S ALL RIGHT (ANYTHING FOR YOU) ⁄ IT'S QUITE ALL RIGHT (INSTRUMENTAL)』発売。3月5日、ツアー・リハーサル開始（4月16日まで）。月28日、アルバム『as close as possible』発売。4月17日、「OFF COURSE TOUR 1987 “as close as possible”」開始（9月6日まで：全国50か所69回公演）。前回同様、約26万人動員。5月25日、シングル『もっと近くに (as close as possible) ⁄ Tiny Pretty Girl』発売。7月5日、ベスト・アルバム『IT'S ALL RIGHT OFF COURSE SELECTION Ⅲ 1984-1987』発売（CDも初めて同時発売）。7月15日、シングル・レコーディング開始（7月17日まで）。11月5日、清水仁ソロ・プロジェクト“Project ONE”シングル『二人だけの海 ⁄ 二人だけの海 (Instrumental Version)』発売。11月25日、Project ONE アルバム『ONE NIGHT』発売。11月25日、ビデオ『OFF COURSE TOUR 1987 -as close as possible-』発売。
1988年
1月25日、シングル『君住む街へ ⁄ 君住む街へ -INSTRUMENTAL VERSION-』発売。2月16日、「君住む街へ」プロモーション・ビデオ撮影。3月5日、小田和正ソロ・シングル『僕の贈りもの ⁄ After Forever』発売。3月5日、小田和正ソロ・アルバム『BETWEEN THE WORD & THE HEART』発売。3月30日、アルバム『Still a long way to go』レコーディング開始（5月2日まで）。5月9日、ツアー・リハーサル開始（5月31日まで）。6月9日、アルバム『Still a long way to go』発売。6月9日、「OFF COURSE TOUR 1988-'89 “STILL a long way to go”」開始（1989年2月3日まで：全国83か所102回公演）。7月25日、シングル『she's so wonderful ⁄ 陽射しの中で』発売。8月5-6日、「広島ピースコンサート」出演。8月7日、「SOUND SPARK'88」（愛媛県津島町南レクグラウンド）出演。10月25日、解散前最後のシングル『夏の別れ ⁄ 逢いたい』発売。11月、ファンクラブ会員に「To Our Friends」と題して解散を告知。
1989年
2月1日、アルバム『君住む街へ 1984→1988』発売。2月3日、日本武道館での「STILL a long way to go」ツアー最終日、小田がステージから飛び降りる。2月26日、東京ドームにてスタッフが企画し、実現にこぎつけたスペシャル・ライブ、“The Night with Us”開催。このラストライブをもって解散した。

### 解散後
※以下、メンバー同士の関わりがあった事例のみを記載。
1999年
- 3月、清水、松尾、大間が「A.B.C.」を結成。

2000年
- 11月2日、A.B.C.『ABC VOL.1』発売。

2001年
- 9月26日、DVD『Off Course 1969-1989 Digital dictionary』発売。

2002年
- 1月30日、DVD『若い広場 オフコースの世界 1981.Aug.16〜Oct.30』発売。1982年1月3日にNHK教育テレビで放送されたドキュメンタリー番組のDVD化。

2003年
- 12月22日、A.B.C.『ABC VOL.2』発売。

2006年
- 12月6日、ベスト・アルバム『i(ai)』発売。グループ解散後初の、全メンバー公認のオール・タイム・ベスト・アルバムであり、32bitリマスターで音質が向上した。オリコンアルバムチャート第5位を記録。同チャートに5週連続でトップ10入りし、累計売上は20万枚を突破。

2010年
- 10月1日、松尾一彦『せつなくて』発売。オフコース時代の楽曲「せつなくて」（Piano：小田）と「哀しき街」（Cho：清水）を収録したミニ・アルバム。

2015年
- 12月16日、ベスト・アルバム『ever』発売。「オフコース ベストアルバム エントリー&エピソード募集」でファンが選んだ「私の一番好きな曲」「私の一番心に残る曲」を収録した、初の「ファンが選ぶベスト・アルバム」。

2016年
- 5月11日、1979年の発売曲「愛を止めないで」が、4月からスタートしたフジテレビ系ドラマ『OUR HOUSE』の主題歌となったことを受け、カップリング曲、ジャケットデザインとも当時と同様に、紙ジャケット仕様のCDシングル盤として限定発売。

2019年
- 5月29日、松尾一彦『君を待つ渚』発売。表題曲はライブ・アルバム『LIVE』にのみ収録で、スタジオ録音のアルバムには未収録だったオリジナル楽曲。40年を経て初のスタジオ録音として収録したミニ・アルバム。鈴木がギターで参加。

2020年
- 6月3日、『コンプリート・シングル・コレクションCD BOX』発売。デビュー50周年記念アイテムとして、東芝EMIからリリースされたシングル24作品とFUN HOUSEから発表された12作品の全36シングルを12cmの紙ジャケットにて復刻。
- 10月28日、『コンプリート・アルバム・コレクションCD BOX』発売。デビュー50周年を記念してオリジナルアルバム、ライブ盤、ベスト盤、サウンドトラックなど、東芝EMI時代に発表した15タイトル、FUN HOUSE時代にリリースした5タイトルの計20作品を紙ジャケット仕様で収めたもの。

2022年
- 6月29日、『Off Course 1982・6・30 武道館コンサート40th Anniversary』発売。これまで映像作品としてのみリリースされていた1982年6月30日のライブ音源を、最新リマスタリングにてCD化。

2025年
- 4月5日、『コンプリート・シングル・コレクション』発売。DISC 1からDISC 3までは東芝EMI時代の24シングル48曲、DISC４とDISC 5にはFUN HOUSEから発売された12シングル25曲を収録。DISC 5には、1988年2月に発売され現在では入手困難となっている「君住む街へ (Another Version)」も収録（2020年にリリースされた『コンプリート・シングル・コレクションCD BOX』未収録）。さらに、DISC 3のボーナス・トラックとして、1969年11月2日に東京・東京厚生年金会館で開催された『第3回全日本ライトミュージック・コンテスト グランプリ1969』で実況録音された「Jane Jane」「One Boy」の2曲を収録。本作は、1970年4月5日のデビュー日からちょうど55年目のリリースとなる。

## ディスコグラフィ

### シングル
1st〜2ndは「ジ・オフ・コース」、3rd〜10thは「オフ・コース」名義。
| #                                         | タイトル                                                                | 発売日                                    | 形態                                      | 品番                                      | 順位                                      |
| EXPRESS ⁄ 東芝音楽工業（1970年 - 1973年） | EXPRESS ⁄ 東芝音楽工業（1970年 - 1973年）                               | EXPRESS ⁄ 東芝音楽工業（1970年 - 1973年） | EXPRESS ⁄ 東芝音楽工業（1970年 - 1973年） | EXPRESS ⁄ 東芝音楽工業（1970年 - 1973年） | EXPRESS ⁄ 東芝音楽工業（1970年 - 1973年） |
| ----------------------------------------- | ----------------------------------------------------------------------- | ----------------------------------------- | ----------------------------------------- | ----------------------------------------- | ----------------------------------------- |
| 1                                         | 群衆の中で / 陽はまた昇る                                               | 1970年4月5日                              | 7inch                                     | EP-1224                                   |                                           |
| 2                                         | 夜明けを告げに / 美しい世界                                             | 1971年10月5日                             | 7inch                                     | ETP-2527                                  |                                           |
| 3                                         | おさらば / 悲しきあこがれ                                               | 1972年4月25日                             | 7inch                                     | ETP-2647                                  |                                           |
| 4                                         | 僕の贈りもの / めぐり逢う今                                             | 1973年2月20日                             | 7inch                                     | ETP-2809                                  |                                           |
| EXPRESS ⁄ TOSHIBA EMI（1974年 - 1983年）  |                                                                         |                                           |                                           |                                           |                                           |
| 5                                         | もう歌は作れない / はたちの頃                                           | 1974年4月5日                              | 7inch                                     | ETP-2996                                  |                                           |
| 6                                         | 忘れ雪 / 水いらずの午後                                                 | 1974年10月20日                            | 7inch                                     | ETP-20074                                 |                                           |
| 7                                         | 眠れぬ夜 / 昨日への手紙                                                 | 1975年12月20日                            | 7inch                                     | ETP-20214                                 | 48位                                      |
| 8                                         | ひとりで生きてゆければ / あいつの残したものは                           | 1976年5月5日                              | 7inch                                     | ETP-20259                                 |                                           |
| 9                                         | めぐる季節 / ランナウェイ                                               | 1976年10月5日                             | 7inch                                     | ETP-10081                                 |                                           |
| 10                                        | こころは気紛れ / あなたがいれば                                         | 1977年2月5日                              | 7inch                                     | ETP-10158                                 |                                           |
| 11                                        | 秋の気配 / 恋人よ そのままで                                            | 1977年8月5日                              | 7inch                                     | ETP-10270                                 |                                           |
| 12                                        | ロンド / 思い出を盗んで                                                 | 1977年11月20日                            | 7inch                                     | ETP-10343                                 | 89位                                      |
| 13                                        | やさしさにさようなら / 通りすぎた夜                                     | 1978年4月5日                              | 7inch                                     | ETP-10400                                 |                                           |
| 14                                        | あなたのすべて / 海を見つめて                                           | 1978年7月20日                             | 7inch                                     | ETP-10444                                 | 82位                                      |
| 15                                        | 愛を止めないで / 美しい思い出に                                         | 1979年1月20日                             | 7inch                                     | ETP-10524                                 | 31位                                      |
| 16                                        | 風に吹かれて / 恋を抱きしめよう                                         | 1979年6月5日                              | 7inch                                     | ETP-10583                                 | 41位                                      |
| 17                                        | さよなら / 汐風のなかで                                                 | 1979年12月1日                             | 7inch                                     | ETP-10655                                 | 02位                                      |
| 18                                        | 生まれ来る子供たちのために / この海に誓って                             | 1980年3月5日                              | 7inch                                     | ETP-10707                                 | 48位                                      |
| 19                                        | Yes-No / 愛の終わる時                                                   | 1980年6月21日                             | 7inch                                     | ETP-17003                                 | 08位                                      |
| 20                                        | 時に愛は / 僕等の時代                                                   | 1980年12月1日                             | 7inch                                     | ETP-17100                                 | 35位                                      |
| 21                                        | I LOVE YOU / 夜はふたりで                                               | 1981年6月21日                             | 7inch                                     | ETP-17169                                 | 06位                                      |
| 22                                        | 愛の中へ / Christmas Day                                                | 1981年12月1日                             | 7inch                                     | ETP-17230                                 | 23位                                      |
| 23                                        | 言葉にできない / 君におくる歌                                           | 1982年2月1日                              | 7inch                                     | ETP-17280                                 | 37位                                      |
| 24                                        | YES-YES-YES / メインストリートをつっ走れ                                | 1982年6月10日                             | 7inch                                     | ETP-17362                                 | 06位                                      |
| EXPRESS ⁄ FUN HOUSE（1984年）             |                                                                         |                                           |                                           |                                           |                                           |
| 25                                        | 君が、嘘を、ついた / 愛よりも                                           | 1984年4月21日                             | 7inch                                     | 07FA-1001                                 | 02位                                      |
| 26                                        | 夏の日 / 君の倖せを祈れない                                             | 1984年7月18日                             | 7inch                                     | 07FA-1008                                 | 15位                                      |
| 27                                        | 緑の日々 / CITY NIGHTS                                                  | 1984年9月21日                             | 7inch                                     | 07FA-1011                                 | 14位                                      |
| FUN HOUSE（1985年 - 1989年）              |                                                                         |                                           |                                           |                                           |                                           |
| 28                                        | call / 2度目の夏                                                        | 1985年2月21日                             | 7inch                                     | 07FA-1023                                 | 07位                                      |
| 29                                        | たそがれ / LAST NIGHT                                                   | 1985年5月22日                             | 7inch                                     | 07FA-1037                                 | 07位                                      |
| 30                                        | 夏から夏まで / ぜんまいじかけの嘘                                       | 1985年9月21日                             | 7inch                                     | 07FA-1055                                 | 09位                                      |
| 31                                        | ENDLESS NIGHTS / EYES IN THE BACK OF MY HEART                           | 1985年11月30日                            | 7inch                                     | 07FA-1061                                 | 26位                                      |
| 32                                        | IT'S ALL RIGHT (ANYTHING FOR YOU) / IT'S QUITE ALL RIGHT (INSTRUMENTAL) | 1987年3月4日                              | 7inch                                     | 07FA-1107                                 | 20位                                      |
| 33                                        | もっと近くに (as close as possible) / Tiny Pretty Girl                  | 1987年5月25日                             | 7inch                                     | 07FA-1113                                 | 29位                                      |
| 34                                        | 君住む街へ / 君住む街へ (INSTRUMENTAL VERSION)                          | 1988年1月25日                             | 7inch                                     | 07FA-1150                                 | 11位                                      |
| 34                                        | 君住む街へ / 君住む街へ (Another Version)                               | 1988年2月25日                             | SCD                                       | 10FD-3001                                 | 11位                                      |
| 35                                        | she's so wonderful / 陽射しの中で                                       | 1988年7月25日                             | - 7inch - SCD                             | - 07FA-5030 - 10FD-5030                   | 80位                                      |
| 36                                        | 夏の別れ / 逢いたい                                                     | 1988年10月25日                            | - 7inch - SCD                             | - 07FA-5046 - 10FD-5046                   | 82位                                      |
| ユニバーサルミュージック                  |                                                                         |                                           |                                           |                                           |                                           |
| -                                         | 愛を止めないで / 美しい思い出に                                         | 2016年5月11日                             | CD                                        | UPCY-9476                                 | 61位                                      |

### アルバム
1st〜5thアルバムは「オフ・コース」名義。
| #                                        | タイトル                                            | 発売日                           | 形態                             | 品番                             | 順位                             |
| EXPRESS ⁄ 東芝音楽工業（1973年）         | EXPRESS ⁄ 東芝音楽工業（1973年）                    | EXPRESS ⁄ 東芝音楽工業（1973年） | EXPRESS ⁄ 東芝音楽工業（1973年） | EXPRESS ⁄ 東芝音楽工業（1973年） | EXPRESS ⁄ 東芝音楽工業（1973年） |
| ---------------------------------------- | --------------------------------------------------- | -------------------------------- | -------------------------------- | -------------------------------- | -------------------------------- |
| 1                                        | オフ・コース1 ⁄ 僕の贈りもの                        | 1973年6月5日                     | LP                               | ETP-8258                         |                                  |
| EXPRESS ⁄ TOSHIBA EMI（1974年 - 1983年） |                                                     |                                  |                                  |                                  |                                  |
| 2                                        | この道をゆけば ⁄ オフ・コース・ラウンド2            | 1974年5月5日                     | LP                               | ETP-8293                         |                                  |
| Live                                     | 秋ゆく街で ⁄ オフ・コース・ライヴ・イン・コンサート | 1974年12月20日                   | LP                               | ETP-72024                        |                                  |
| 3                                        | ワインの匂い                                        | 1975年12月20日                   | LP                               | ETP-72123                        | 62位                             |
| 4                                        | SONG IS LOVE                                        | 1976年11月5日                    | LP                               | ETP-72212                        | 34位                             |
| 5                                        | JUNKTION                                            | 1977年9月5日                     | LP                               | ETP-72269                        | 21位                             |
| Best                                     | SELECTION 1973-78                                   | 1978年5月5日                     | LP                               | ETP-80015                        | 16位                             |
| 6                                        | FAIRWAY                                             | 1978年10月5日                    | LP                               | ETP-80040                        | 08位                             |
| 7                                        | Three and Two                                       | 1979年10月20日                   | LP                               | ETP-80107                        | 02位                             |
| Live                                     | LIVE                                                | 1980年5月5日                     | 2LP                              | ETP-60380-1                      | 16位                             |
| 8                                        | We are                                              | 1980年11月21日                   | LP                               | ETP-90038                        | 01位                             |
| Best                                     | SELECTION 1978-81                                   | 1981年9月1日                     | LP                               | ETP-90106                        | 01位                             |
| 9                                        | over                                                | 1981年12月1日                    | LP                               | ETP-90150                        | 01位                             |
| 10                                       | I LOVE YOU                                          | 1982年7月1日                     | LP                               | ETP-90180                        | 01位                             |
| OST                                      | NEXT SOUND TRACK                                    | 1982年9月21日                    | LP                               | ETP-90200                        | 01位                             |
| FUN HOUSE（1984年 - 1989年）             |                                                     |                                  |                                  |                                  |                                  |
| 11                                       | The Best Year of My Life                            | 1984年6月21日                    | LP                               | 28FB-2002                        | 01位                             |
| 12                                       | Back Streets of Tokyo                               | 1985年8月1日                     | LP                               | 28FB-2020                        | 01位                             |
| 13                                       | as close as possible                                | 1987年3月28日                    | LP                               | 28FB-2081                        | 02位                             |
| Best                                     | IT'S ALL RIGHT OFF COURSE SELECTION III 1984-1987   | 1987年7月5日                     | - LP - CD                        | - 28FB-2101 - 32FD-1068          | 11位                             |
| 14                                       | Still a long way to go                              | 1988年6月9日                     | - LP - CD                        | - 28FB-7007 - 32FD-7007          | 02位                             |
| EXPRESS ⁄ TOSHIBA EMI（2006年）          |                                                     |                                  |                                  |                                  |                                  |
| Best                                     | i(ai)                                               | 2006年12月6日                    | 2CD+DVD                          | TOCT-26151/2                     | 05位                             |
| EXPRESS ⁄ UNIVERSAL MUSIC（2015年）      |                                                     |                                  |                                  |                                  |                                  |
| Best                                     | ever                                                | 2015年12月16日                   | SHM-CD                           | UPCY-7071                        | 09位                             |
| UNIVERSAL MUSIC（2025年）                |                                                     |                                  |                                  |                                  |                                  |
| Best                                     | コンプリート・シングル・コレクション                | 2025年4月5日                     | Blu-spec CD2                     | UPCY-8053/7                      | 19位                             |

### 非公認ベスト・アルバム
| #  | タイトル                                            | 発売日         | 発売元                  | 形態 | 品番         | 順位 |
| -- | --------------------------------------------------- | -------------- | ----------------------- | ---- | ------------ | ---- |
| 1  | YES-YES-YES                                         | 1983年11月3日  | EXPRESS ⁄ TOSHIBA EMI   | LP   | ETP-90257    | 02位 |
| 2  | BEST COLLECTION                                     | 1985年8月31日  | EXPRESS ⁄ TOSHIBA EMI   | LP   | ETP-90344    | 06位 |
| 3  | BEST NOW OFF COURSE VOL. I                          | 1987年1月22日  | EXPRESS ⁄ TOSHIBA EMI   | CD   | CA32-1363    |      |
| 4  | BEST NOW OFF COURSE VOL. II                         | 1987年1月22日  | EXPRESS ⁄ TOSHIBA EMI   | CD   | CA32-1364    |      |
| 5  | NEW BEST NOW 70                                     | 1988年5月25日  | EXPRESS ⁄ TOSHIBA EMI   | CD   | CT32-9014    |      |
| 6  | Autumn Winds BEST FROM OFF COURSE                   | 1988年8月28日  | EXPRESS ⁄ TOSHIBA EMI   | CD   | CT32-5274    |      |
| 7  | スーパー・ベスト30 さよなら                         | 1989年1月25日  | EXPRESS ⁄ TOSHIBA EMI   | 2CD  | CT20-5401/2  | 36位 |
| 8  | バラード                                            | 1989年1月25日  | EXPRESS ⁄ TOSHIBA EMI   | CD   | CT23-5403    | 91位 |
| 9  | SELECTION ODA                                       | 1989年1月25日  | EXPRESS ⁄ TOSHIBA EMI   | CD   | CT23-5404    |      |
| 10 | SELECTION SUZUKI                                    | 1989年1月25日  | EXPRESS ⁄ TOSHIBA EMI   | CD   | CT23-5405    |      |
| 11 | アコースティック                                    | 1989年1月25日  | EXPRESS ⁄ TOSHIBA EMI   | CD   | CT23-5406    |      |
| 12 | レア                                                | 1989年1月25日  | EXPRESS ⁄ TOSHIBA EMI   | CD   | CT23-5407    | 92位 |
| 13 | 君住む街へ 1984→1988                                | 1989年2月1日   | FUN HOUSE               | CD   | 28FD-7058    | 17位 |
| 14 | Spring Time Best From OFF COURSE                    | 1989年2月22日  | EXPRESS ⁄ TOSHIBA EMI   | CD   | CT30-5409    |      |
| 15 | BIG ARTIST BEST COLLECTION                          | 1989年6月7日   | EXPRESS ⁄ TOSHIBA EMI   | CD   | CT25-9030    |      |
| 16 | SUMMER JUNCTION BEST FROM OFF COURSE                | 1989年6月7日   | EXPRESS ⁄ TOSHIBA EMI   | CD   | CT30-5461    |      |
| 17 | OFF COURSE Singles 21 1973→1982                     | 1989年12月20日 | EXPRESS ⁄ TOSHIBA EMI   | 3CD  | TOCT-5620/2  |      |
| 17 | OFF COURSE Singles                                  | 1998年3月28日  | EXPRESS ⁄ TOSHIBA EMI   | 3CD  | TOCT-10250/2 |      |
| 18 | オフコーススペシャル ⁄ 小田和正作品集               | 1990年5月9日   | EXPRESS ⁄ TOSHIBA EMI   | CD   | TOCT-5675    |      |
| 19 | autumn songs best from off course                   | 1990年8月29日  | EXPRESS ⁄ TOSHIBA EMI   | CD   | TOCT-5776    |      |
| 20 | スーパー・ベスト                                    | 1990年9月5日   | EXPRESS ⁄ TOSHIBA EMI   | 3CD  | TOCT-5816~8  |      |
| 21 | winter collection White Lyrics                      | 1990年12月12日 | EXPRESS ⁄ TOSHIBA EMI   | CD   | TOCT-5927    |      |
| 22 | シングルスVol.1                                     | 1990年12月19日 | EXPRESS ⁄ TOSHIBA EMI   | CD   | TOCT-5966    |      |
| 23 | シングルスVol.2                                     | 1990年12月19日 | EXPRESS ⁄ TOSHIBA EMI   | CD   | TOCT-5967    |      |
| 24 | シングルスVol.3                                     | 1990年12月19日 | EXPRESS ⁄ TOSHIBA EMI   | CD   | TOCT-5968    |      |
| 25 | オフコース・コレクション 〜出発の歌〜 メモリアル    | 1991年2月27日  | EXPRESS ⁄ TOSHIBA EMI   | CD   | TOCT-5999    |      |
| 26 | Summer Song Best Collection                         | 1991年6月7日   | EXPRESS ⁄ TOSHIBA EMI   | CD   | TOCT-6172    |      |
| 27 | off course love story 小田和正作品集Vol.1           | 1991年7月5日   | EXPRESS ⁄ TOSHIBA EMI   | CD   | TOCT-6234    |      |
| 28 | off course love story 小田和正作品集Vol.2           | 1991年7月5日   | EXPRESS ⁄ TOSHIBA EMI   | CD   | TOCT-6235    |      |
| 29 | off course love story 小田和正作品集Vol.3           | 1991年7月5日   | EXPRESS ⁄ TOSHIBA EMI   | CD   | TOCT-6236    |      |
| 30 | Off course Best 愛を止めないで                      | 1992年12月16日 | EXPRESS ⁄ TOSHIBA EMI   | CD   | TOCT-6887    |      |
| 31 | Spring Collection                                   | 1993年4月21日  | EXPRESS ⁄ TOSHIBA EMI   | CD   | TOCT-7024    |      |
| 32 | Summer Collection                                   | 1993年6月23日  | EXPRESS ⁄ TOSHIBA EMI   | CD   | TOCT-8054    |      |
| 33 | Autumn Collection                                   | 1993年9月17日  | EXPRESS ⁄ TOSHIBA EMI   | CD   | TOCT-8178    |      |
| 34 | Winter Collection                                   | 1993年11月24日 | EXPRESS ⁄ TOSHIBA EMI   | CD   | TOCT-8251    |      |
| 35 | Yes-No〜シングルA面セレクション                     | 1994年1月6日   | EXPRESS ⁄ TOSHIBA EMI   | CD   | TOCT-8347    |      |
| 36 | Singles B-Side Selection                            | 1995年8月9日   | EXPRESS ⁄ TOSHIBA EMI   | CD   | TOCT-9126    |      |
| 37 | RARE TRACKS                                         | 1995年8月9日   | EXPRESS ⁄ TOSHIBA EMI   | CD   | TOCT-9135    |      |
| 38 | TWIN BEST                                           | 1996年9月19日  | EXPRESS ⁄ TOSHIBA EMI   | 2CD  | TOCT-9631/2  |      |
| 39 | Super Best Spring Selection                         | 1997年2月19日  | EASTWORLD ⁄ TOSHIBA EMI | CD   | TOCT-9809    |      |
| 40 | Super Best Summer Selection                         | 1997年5月21日  | EASTWORLD ⁄ TOSHIBA EMI | CD   | TOCT-9865    |      |
| 41 | Super Best Autumn Selection                         | 1997年8月20日  | EASTWORLD ⁄ TOSHIBA EMI | CD   | TOCT-9922    |      |
| 42 | Super Best Winter Selection                         | 1997年10月29日 | EASTWORLD ⁄ TOSHIBA EMI | CD   | TOCT-9953    |      |
| 43 | Departures OFF COURSE Super Selection               | 1998年1月21日  | EASTWORLD ⁄ TOSHIBA EMI | CD   | TOCT-10164   |      |
| 44 | ANTHOLOGY OFF COURSE Best Selection Vol.1 1973-1976 | 1998年3月28日  | EXPRESS ⁄ TOSHIBA EMI   | CD   | TOCT-10231   |      |
| 45 | ANTHOLOGY OFF COURSE Best Selection Vol.2 1976-1978 | 1998年3月28日  | EXPRESS ⁄ TOSHIBA EMI   | CD   | TOCT-10232   |      |
| 46 | ANTHOLOGY OFF COURSE Best Selection Vol.3 1979-1980 | 1998年3月28日  | EXPRESS ⁄ TOSHIBA EMI   | CD   | TOCT-10233   |      |
| 47 | ANTHOLOGY OFF COURSE Best Selection Vol.4 1980-1982 | 1998年3月28日  | EXPRESS ⁄ TOSHIBA EMI   | CD   | TOCT-10234   |      |
| 48 | Off Course GREATEST HITS 1969-1989                  | 1998年5月21日  | FUN HOUSE               | 3CD  | FHCF-2418/20 | 94位 |
| 49 | Departures II OFF COURSE Super Selection            | 1999年2月10日  | EASTWORLD ⁄ TOSHIBA EMI | CD   | TOCT-24068   |      |
| 50 | 2000 BEST Off Course                                | 2000年5月24日  | EXPRESS ⁄ TOSHIBA EMI   | CD   | TOCT-24351   | 47位 |
| 51 | ファイナル・セレクション 1975-81                    | 2025年11月26日 | UNIVERSAL MUSIC         | LP   | UPJY-9526    |      |

### 映像作品
| # | タイトル                                      | 発売日         | 発売元                                                     | 形態 | 品番         |
| - | --------------------------------------------- | -------------- | ---------------------------------------------------------- | ---- | ------------ |
| 1 | NEXT VIDEO PROGRAM                            | 1982年11月21日 | TOSHIBA EMI                                                | VHS  | TT15-1030    |
| 1 | NEXT VIDEO PROGRAM                            | 1982年11月21日 | パイオニア                                                 | LD   | SM048-3211   |
| 2 | Off Course 1982・6・30 -Concert in Budokan-   | 1983年4月21日  | TOSHIBA EMI                                                | VHS  | TT18-1040H   |
| 2 | Off Course 1982・6・30 -Concert in Budokan-   | 1983年4月21日  | パイオニア                                                 | LD   | SM048-3211   |
| 3 | Movie The Best Year of My Life                | 1984年12月1日  | TOSHIBA EMI                                                | VHS  | 88FE-1002HI  |
| 4 | RUNNING THROUGH '84                           | 1985年4月      | - フェアウェイ・ミュージック - ワンダーキッズ - ギルハウス | VHS  | 580FF-01     |
| 5 | OFF COURSE TOUR 1987 as close as possible     | 1987年11月25日 | TOSHIBA EMI                                                | VHS  | 98FE-1010HI  |
| 5 | OFF COURSE TOUR 1987 as close as possible     | 1987年11月25日 | パイオニア                                                 | LD   | SM068-3202   |
| 6 | Off Course 1969-1989 Digital dictionary       | 2001年9月26日  | ハンズオン・エンタテインメント                             | DVD  | ORDX-1007    |
| 7 | 若い広場 オフコースの世界 1981.Aug.16〜Oct.30 | 2002年1月30日  | TOSHIBA EMI                                                | DVD  | TOBH-7038    |
| 8 | Off Course 1982.6.30 武道館コンサート         | 2007年6月27日  | TOSHIBA EMI                                                | 2DVD | TOBF-5529-30 |

### その他のアルバム
| # | タイトル                                  | 発売日         | 発売元                | 形態 | 品番      |
| - | ----------------------------------------- | -------------- | --------------------- | ---- | --------- |
| 1 | Only Just Begun～Off Course Instruments   | 1982年9月1日   | EXPRESS ⁄ TOSHIBA EMI | LP   | ETP-72373 |
| 1 | Only Just Begun～Off Course Instruments   | 1983年7月21日  | EXPRESS ⁄ TOSHIBA EMI | CD   | CA35-1014 |
| 2 | From Me To You～Off Course Instruments II | 1983年3月1日   | EXPRESS ⁄ TOSHIBA EMI | LP   | ETP-72376 |
| 2 | From Me To You～Off Course Instruments II | 1983年9月1日   | EXPRESS ⁄ TOSHIBA EMI | CD   | CA35-1025 |
| 3 | MADE IN LOVE～Off Course Instruments III  | 1983年7月1日   | EXPRESS ⁄ TOSHIBA EMI | LP   | ETP-72381 |
| 3 | MADE IN LOVE～Off Course Instruments III  | 1983年10月21日 | EXPRESS ⁄ TOSHIBA EMI | CD   | CA35-1034 |
| 4 | オフコース・クラシックス                  | 2019年10月23日 | UNIVERSAL MUSIC       | CD   | UICZ-4462 |

### 非監修ライブ・アルバム
| タイトル                                                | 発売日        | 発売元          | 形態    | 品番        | 備考 |
| ------------------------------------------------------- | ------------- | --------------- | ------- | ----------- | --- |
| Off Course 1982・6・30 武道館コンサート40th Anniversary | 2022年6月29日 | UNIVERSAL MUSIC | 2SHM-CD | UPCY-7781/2 | 映像作品『Off Course 1982・6・30 武道館コンサート』としてのみリリースされていた1982年6月30日のライブのCD化。これまでに発売された映像作品の音源を元にリマスタリング、SHM-CDフォーマットでの発売。 |

### BOXセット
| # | タイトル                                   | 発売日         | 発売元                | 形態 | 品番          | 備考 |
| - | ------------------------------------------ | -------------- | --------------------- | ---- | ------------- | --- |
| 1 | OFF COURSE BOX                             | 1987年7月5日   | EXPRESS ⁄ TOSHIBA EMI | 12CD | CA32-1480/91  | ファースト・アルバム『僕の贈りもの』から『I LOVE YOU』まで、ベスト・アルバムを除く11作品にボーナス・ディスクを加えた、CD12枚組ボックス。 |
| 2 | OFF COURSE 1984〜1988 SPECIAL CD SET       | 1988年12月10日 | FUN HOUSE             | 4CD  | 00FD-7051/4   | 『The Best Year of My Life』からラスト・アルバム『Still a long way to go』まで、ベスト・アルバムを除く4作品とフォトブックレットを収めた、CD4枚組ボックス。 |
| 3 | OFF COURSE BOX                             | 1998年11月18日 | EXPRESS ⁄ TOSHIBA EMI | 14CD | TOCT-10542/55 | ファースト・アルバム『僕の贈りもの』から『NEXT SOUND TRACK』まで、ベスト・アルバムを除く13作品を収録した、缶ジャケット仕様のCD14枚組ボックス。全曲オリジナル・アナログからリマスタリング。 |
| 4 | コンプリート・シングル・コレクションCD BOX | 2020年6月3日   | UNIVERSAL MUSIC       | 36CD | UPCY-9918     | デビュー・シングル『群衆の中で』から『YES-YES-YES』まで、東芝EMIから発売された24枚（48曲）と、『君が、嘘を、ついた』からラスト・シングル『夏の別れ』まで、FUN HOUSE（現SONY MUSIC LABELS / Ariola Japan）から発売された12枚（24曲）を、全てオリジナルの7インチ・シングルをミニチュア再現した12cm紙ジャケットCD36枚組ボックス。2020年最新リマスター音源による完全生産限定盤。小貫信昭による楽曲解説掲載ブックレット付き。                        |
| 5 | コンプリート・アルバム・コレクションCD BOX | 2020年10月28日 | UNIVERSAL MUSIC       | 21CD | UPCY-9923     | ファースト・アルバム『僕の贈りもの』から『NEXT SOUND TRACK』まで、東芝EMIから発売された15作品（16枚）と、『The Best Year of My Life』からラスト・アルバム『Still a long way to go』まで、FUN HOUSE（現SONY MUSIC LABELS/ Ariola Japan）から発売された5作品（5枚）を、全てオリジナルの12インチLPをミニチュア再現した12cm紙ジャケットCD21枚組ボックス。2020年最新リマスター音源による完全生産限定盤。小貫信昭による楽曲解説掲載ブックレット付き。 |

### 関連作品
| # | タイトル | 発売日        | 形態  | 品番       | 備考 |
| - | --- | ------------- | ----- | ---------- | --- |
| 1 | 第3回全日本ライトミュージック・コンテスト グランプリ1969 3rd ALL JAPAN LIGHT MUSIC CONTEST GRAND PRIX / FOLK | 1970年4月     | LP    | MR-1059    | 1969年11月2日に新宿厚生年金会館大ホールにて開催されたLMC全国グランプリ大会フォーク部門を収録したライブアルバム。ジ・オフ・コースが2位に入賞したステージより「Jane Jane」、「One Boy」を収録（後にベスト・アルバム『コンプリート・シングル・コレクション』に収録）。 |
| 2 | 海と空と太陽の祭典 第一回合歓作曲コンクール入賞曲集!                                                         | 1970年5月     | LP    | EP-7750    | 1969年にヤマハ主催で行われた第一回合歓作曲コンクールの入賞曲を集めたアルバム。主にヤマハの講師達の作曲による楽曲を、東芝所属のアーティストがレコーディングしたもの。ジ・オフ・コースの歌による「グラジュエイト Graduate」を収録。                                   |
| 3 | ラブ・ジェネレーション LOVE GENERATION LIVE IN CONCERT                                                       | 1973年8月5日  | 2LP   | ETP-7695-6 | 1973年に全国12か所で行われた東芝レコード所属アーティストによるイベントコンサートのうち、5月1日の日本武道館でのステージを収録したライブ・アルバム。「僕の贈りもの」、「でももう花はいらない」を収録。                                                                |
| 4 | コルサの歌 -ヨコハマが似合う奴-                                                                              | 1978年        | 7inch | ERS-1331   | 横浜トヨペットがコルサの販売促進用に東芝への委託で制作した、オフコースの歌による非売品ソノシート。作詞：杉山政美、作曲：松尾一彦、リードボーカルは鈴木康博。 |
| 5 | MUSIC FROM THE MOTION PICTURE OF“RONIN”〜ORIGINAL SOUND TRACK〜                                              | 1986年1月18日 | LP    | 28K-100    | 1986年製作の映画『幕末青春グラフィティ Ronin 坂本竜馬』のサウンドトラック。「時代のかたすみで (せめて今だけ)」を収録（後に『IT'S ALL RIGHT OFF COURSE SELECTION III 1984-1987』に収録）。                                                                           |

## コンサート

### 解散公演
| 年     | タイトル                                   | 公演規模 | 公演日程 | 会場       |
| ------ | ------------------------------------------ | -------- | -------- | ---------- |
| 1989年 | OFF COURSE The Night with Us at Tokyo Dome | 全1公演  | 2月26日  | 東京ドーム |

## 書籍
- FAIRWAY フォト&楽譜集（ペップ出版 1978年10月15日発行）
- OFF COURSE Three and Two（八曜社 1979年10月30日発行 ）

### 写真集
- オフコース写真集[We are]（小学館 1980年12月19日）- ISBN 4-09-363045-3
- Off Course 1969〜1982（新興楽譜出版社 1982年10月1日）- ISBN 4-401-62037-2
- OFF COURSE YEAR BOOK '84（扶桑社 1984年10月31日）- ISBN 4-89353-062-3
- OFF COURSE YEAR BOOK '85（扶桑社 1985年12月18日）- ISBN 4-89353-064-X
- OFF COURSE -as close as possible（学習研究社 1987年12月20日）
- 1989.2.26 -OFF COURSE FINAL（ワニブックス 1989年4月20日）

### 関連書籍
- 『Off Course—Now The Time』GB-SPECIAL CBS・ソニー出版 （1982年7月15日発行 雑誌62935-16）
- 『スナップ・ショット—オフコースその夏まで』 藤沢映子 著 CBS・ソニー出版 （1982年7月25日発行 ISBN 4-7897-0046-1）
- 『Give up オフコース・ストーリー』 山際淳司 著 飛鳥新社 （1982年8月1日発行 全国書誌番号:83035915）
- 『オフコースの道 はじめの一歩』 オフコース・ファミリー 著 サンリオ （1983年8月15日発行 全国書誌番号:84007237）
- 『Give up オフコース・ストーリー（文庫版）』 山際淳司 著 角川文庫 （1983年6月25日発行 ISBN 4-04-154001-1）
- 『INNER DOCUMENT OFF COURSE』 藤沢映子 著 旺文社 （1984年4月14日 ISBN 4-01-009811-2）
- 『Maybe The Best Year of My Life』 オフコース詩集 新潮文庫 （1985年12月20日 ISBN 4-10-143901-X）

## 楽曲提供
- アーティスト名は50音順、曲名は発売順に列記。作品はグループ在籍期間に限定。松尾一彦は松尾一彦#楽曲提供を参照。

### 小田和正
| アーティスト         | 提供曲         | 担当         | 初出作品                                   | 発売日        |
| -------------------- | -------------- | ------------ | ------------------------------------------ | ------------- |
| ザ・バッド・ボーイズ | アイツのせい   | 補作詞・作曲 | 僕と踊ろう ⁄ アイツのせい                  | 1975年8月20日 |
| 牧ミユキ             | さよならの離陸 | 作曲         | Fly Like A Bird                            | 1978年11月    |
| 由紀さおり           | 永遠のひととき | 作曲         | ルームライト『オリジナル・ア・ラ・カルト』 | 1973年4月5日  |

### 鈴木康博
| アーティスト | 提供曲            | 担当       | 初出作品                          | 発売日         |
| ------------ | ----------------- | ---------- | --------------------------------- | -------------- |
| 杉田二郎     | 憂世 HAPPY STREET | 作詞       | アパートメント1109 APARTMENT 1109 | 1972年10月5日  |
| 桃井かおり   | 秋風の吹く夜      | 作詞・作曲 | FOUR                              | 1980年11月25日 |

## 参加作品
発売順に列記。作品はグループ在籍期間に限定。
| 発売日         | アーティスト     | 収録作品（初出のみ）                       | 生産番号         | 収録曲                                           | 参加内容 |
| -------------- | ---------------- | ------------------------------------------ | ---------------- | ------------------------------------------------ | --- |
| 1972年10月5日  | 杉田二郎         | アパートメント1109 APARTMENT 1109          | LP：ETP-8197     | あの扉をあけて OPEN THE DOOR                     | 作詞：及川恒平 作曲：杉田二郎鈴木康博 (The Off Course)：Background Vocal 小田和正 (The Off Course)：Background Vocal |
| 1972年10月5日  | 杉田二郎         | アパートメント1109 APARTMENT 1109          | LP：ETP-8197     | 君は眠る YOU'RE SLEEPIN'                         | 作詞：山川啓介 作曲：杉田二郎鈴木康博 (The Off Course)：Background Vocal 小田和正 (The Off Course)：Background Vocal |
| 1972年10月5日  | 杉田二郎         | アパートメント1109 APARTMENT 1109          | LP：ETP-8197     | 人力ヒコーキのバラード AIR PLANE SONG            | 作詞：山川啓介 作曲：杉田二郎鈴木康博 (The Off Course)：Acoustic Guitar, Background Vocal 小田和正 (The Off Course)：Background Vocal |
| 1972年10月5日  | 杉田二郎         | アパートメント1109 APARTMENT 1109          | LP：ETP-8197     | 孤独の広場 LONESOME SQUARE                       | 作詞：山川啓介 作曲：杉田二郎鈴木康博 (The Off Course)：Background Vocal 小田和正 (The Off Course)：Background Vocal |
| 1972年10月5日  | 杉田二郎         | アパートメント1109 APARTMENT 1109          | LP：ETP-8197     | 若いというだけで YOUNGER GENERATION              | 作詞：泉谷しげる 作曲：杉田二郎鈴木康博 (The Off Course)：Background Vocal 小田和正 (The Off Course)：Background Vocal |
| 1972年10月5日  | 杉田二郎         | アパートメント1109 APARTMENT 1109          | LP：ETP-8197     | ひとりにばれば LONELINESS                        | 作詞：及川恒平 作曲：杉田二郎鈴木康博 (The Off Course)：Background Vocal 小田和正 (The Off Course)：Background Vocal |
| 1972年10月5日  | 杉田二郎         | アパートメント1109 APARTMENT 1109          | LP：ETP-8197     | 憂世 HAPPY STREET                                | 作詞：鈴木康博 作曲：杉田二郎鈴木康博(The Off Course)：Background Vocal 小田和正 (The Off Course)：Background Vocal |
| 1972年10月5日  | 杉田二郎         | アパートメント1109 APARTMENT 1109          | LP：ETP-8197     | 春は寂しいネ GROOMY SPRING                       | 作詞：吉田拓郎 作曲：杉田二郎鈴木康博 (The Off Course)：Background Vocal 小田和正 (The Off Course)：Background Vocal |
| 1973年4月5日   | 由紀さおり       | ルームライト『オリジナル・ア・ラ・カルト』 | LP：ETP-8238     | 永遠のひととき                                   | 作詞：山川啓介 作曲：小田和正 編曲：青木望オフ・コース：Backing Vocal |
| 1977年5月5日   | 飛行船           | 風の時刻表                                 | LP：ETP-72244    | 青春の踏切で Seishun no fumikiri-de              | 作詞・作曲：安部光俊 編曲：飛行船鈴木康博 (Off Course)：Electric Guitar 小田和正 (Off Course)：Hammond Organ 清水仁：Electric Bass 大間仁世：Drums |
| 1977年5月5日   | 飛行船           | 風の時刻表                                 | LP：ETP-72244    | 花嫁泥棒 Hanayome dorobo                         | 作詞・作曲：安部光俊 編曲：飛行船 ブラス・セクション・アレンジメント：小田和正 (Off Course)小田和正 (Off Course)：Strings ensemble 松尾一彦：Chorus |
| 1977年5月5日   | 飛行船           | 風の時刻表                                 | LP：ETP-72244    | 悲しみのイエスタデイ Kanashimi no yesterday      | 作詞・作曲：安部光俊 編曲：飛行船 ストリングス・アレンジメント：鈴木康博 (Off Course) |
| 1977年5月5日   | 飛行船           | 風の時刻表                                 | LP：ETP-72244    | 五月になれば Gogatsu ni nareba                   | 作詞・作曲：安部光俊 編曲：飛行船 ホーンセクション（シンセサイザー）・アレンジメント：小田和正 (Off Course)小田和正(Off Course)：Mellotron & Synthesizer 大間仁世：Drums |
| 1977年5月5日   | 飛行船           | 風の時刻表                                 | LP：ETP-72244    | サンライズサンセット Sunrise sunset              | 作詞・作曲：安部光俊 編曲：オフコース & 飛行船 ストリングス & ブラスセクション・アレンジメント：鈴木康博 (Off Course)鈴木康博 (Off Course)：Electric Guitar 小田和正 (Off Course)：Acoustic Piano 清水仁：Electric Bass 大間仁世：Drums 松尾一彦：Chorus, Harmonica オフコース：Chorus |
| 1977年5月5日   | 飛行船           | 風の時刻表                                 | LP：ETP-72244    | 三年目の決心 Sannenme no kesshin                 | 作詞・作曲：安部光俊 編曲：飛行船 ブラス・セクション・アレンジメント：鈴木康博 (Off Course)小田和正 (Off Course)：Electric Piano オフコース：Chorus |
| 1977年5月5日   | 飛行船           | 風の時刻表                                 | LP：ETP-72244    | やさしさはほしいけれど Yasashisa wa hoshiikeredo | 作詞：安部光俊 作曲：萩原誠 編曲：オフコース ストリングス・アレンジメント：小田和正 (Off Course)小田和正 (Off Course)：Acoustic Piano, Electric Piano, Synthesizer 鈴木康博 (Off Course)：Electric Guitar 清水仁：Electric Bass 大間仁世：Drums & Bell Tree                            |
| 1977年8月5日   | 寺尾聰・田辺靖雄 | 16の夏 ⁄ 坂道を登れば                      | 7inch：ETP-10269 | 16の夏                                           | 作詞・作曲：寺尾聰 & 田辺靖雄 編曲：ミッキー吉野 コーラス・アレンジメント：鈴木康博 （オフコース）オフコース：Chorus |
| 1977年11月5日  | 加山雄三         | 地平線の彼方                               | LP：ETP-72282    | 足音                                             | 作詞：岩谷時子 作曲：弾 厚作 編曲：森岡賢一郎 コーラス・アレンジメント：小田和正 （オフコース）オフコース：Chorus |
| 1977年11月5日  | 加山雄三         | 地平線の彼方                               | LP：ETP-72282    | もえる草原                                       | 作詞：岩谷時子 作曲：弾 厚作 編曲：森岡賢一郎 オフコース：Chorus |
| 1977年11月20日 | アイリーン       | 愛の唄 ⁄ 私の庭から                        | 7inch：ETP-10338 | 愛の唄 AI NO UTA                                 | 作詞・作曲：小田和正 編曲：青木望 & オフコースオフコース：Chorus |
| 1978年7月5日   | 尾崎亜美         | STOP MOTION                                | LP：ETP-80022    | 来夢来人                                         | 作詞・作曲・編曲：尾崎亜美 ストリングス & オーボエ・アレンジメント：尾崎亜美小田和正 (OFF COURSE)：Chorus 鈴木康博 (OFF COURSE)：Chorus |
| 1978年7月5日   | 尾崎亜美         | STOP MOTION                                | LP：ETP-80022    | ストップ モーション                              | 作詞・作曲・編曲：尾崎亜美 ストリングス・アレンジメント：尾崎亜美小田和正 (OFF COURSE)：Chorus 鈴木康博 (OFF COURSE)：Chorus |
| 1978年7月5日   | 尾崎亜美         | STOP MOTION                                | LP：ETP-80022    | ラスト キッス                                    | 作詞・作曲・編曲：尾崎亜美 ストリングス・アレンジメント：尾崎亜美松尾一彦：Harmonica |
| 1978年11月5日  | 尾崎亜美         | PRISMY                                     | LP：ETP-80050    | 気紛れ予報                                       | 作詞・作曲・編曲：尾崎亜美 ストリングス編曲：尾崎亜美オフコース （小田和正・鈴木康博）：Chorus |
| 1978年11月5日  | 尾崎亜美         | PRISMY                                     | LP：ETP-80050    | コズミック ブルー                                | 作詞・作曲・編曲：尾崎亜美 ストリングス編曲：尾崎亜美松尾一彦：Harmonica |
| 1978年11月5日  | 尾崎亜美         | PRISMY                                     | LP：ETP-80050    | 白夜                                             | 作詞・作曲・編曲：尾崎亜美 ストリングス編曲：尾崎亜美オフコース （小田和正・鈴木康博）：Chorus |
| 1978年12月5日  | あんべ光俊       | 碧空と海のすき間から                       | LP：ETP-80045    | 星の旅                                           | 作詞・作曲：安部光俊 編曲：木田高介大間仁世：Drums |
| 1978年12月5日  | あんべ光俊       | 碧空と海のすき間から                       | LP：ETP-80045    | 甘い夜                                           | 作詞・作曲：安部光俊 編曲：武藤敏史大間仁世：Drums |
| 1978年12月5日  | あんべ光俊       | 碧空と海のすき間から                       | LP：ETP-80045    | 霧の晴れ間に                                     | 作詞：安部光俊 作曲：松尾一彦 編曲：安部光俊松尾一彦：Acoustic Guitar |
| 1978年12月5日  | あんべ光俊       | 碧空と海のすき間から                       | LP：ETP-80045    | 君を夢みて                                       | 作詞・作曲・編曲：安部光俊大間仁世：Drums 鈴木康博：Slide Guitar 清水仁：Chorus 松尾一彦：Chorus |
| 1978年12月5日  | あんべ光俊       | 碧空と海のすき間から                       | LP：ETP-80045    | 雪の日のひとりごと                               | 作詞・作曲：安部光俊 編曲：小田和正小田和正：Electric Piano, Clarinette & Synthesizer 鈴木康博：Acoustic Guitar, Percussions 清水仁：Electric Bass 大間仁世：Drums Chorus by OFF COURSE Kazumasa Oda ⁄ Yasuhiro Suzuki                                                                 |
| 1978年12月5日  | あんべ光俊       | 碧空と海のすき間から                       | LP：ETP-80045    | 真夜中の電話                                     | 作詞・作曲：安部光俊 編曲：鈴木康博鈴木康博：Electric Guitar, Percussions 小田和正：Electric Piano 清水仁：Electric Bass 大間仁世：Drums Chorus by OFF COURSE Kazumasa Oda ⁄ Yasuhiro Suzuki                                                                                           |
| 1978年12月5日  | あんべ光俊       | 碧空と海のすき間から                       | LP：ETP-80045    | 12月の頃                                         | 作詞・作曲：安部光俊 編曲：木田高介大間仁世：Drums |
| 1978年12月5日  | あんべ光俊       | 碧空と海のすき間から                       | LP：ETP-80045    | 風は知っている                                   | 作詞・作曲・編曲：安部光俊 ストリングス編曲：武藤敏史大間仁世：Drums |
| 1978年12月5日  | あんべ光俊       | 碧空と海のすき間から                       | LP：ETP-80045    | 25歳の冬に                                       | 作詞・作曲：安部光俊 編曲：木田高介 ストリングス編曲：木田高介大間仁世：Drums |
| 1980年4月20日  | あんべ光俊       | オリンポスの果実                           | LP：ETP-80134    | 愚かなる冬の自画像                               | 作詞・作曲：安部光俊 編曲：安部光俊 & 小田和正小田和正：Keyboards 清水仁：Bass 大間仁世：Drums |
| 1980年4月20日  | あんべ光俊       | オリンポスの果実                           | LP：ETP-80134    | ラスト ショウ                                    | 作詞・作曲・編曲：安部光俊清水仁：Chorus 松尾一彦：Chorus |
| 1980年12月21日 | イルカ           | 我が心の友へ                               | LP：GWP-1003     | ふりむけばそこに                                 | 作詞・作曲：イルカ 編曲：小田和正 |
| 1980年12月21日 | イルカ           | 我が心の友へ                               | LP：GWP-1003     | 我が心の友へ                                     | 作詞・作曲：イルカ 編曲：小田和正 |
| 1980年12月21日 | イルカ           | 我が心の友へ                               | LP：GWP-1003     | ジェレミーの木                                   | 作詞・作曲：イルカ 編曲：小田和正 |
| 1980年12月21日 | イルカ           | 我が心の友へ                               | LP：GWP-1003     | 夜明けのグッドバイ                               | 作詞・作曲：イルカ 編曲：小田和正 |
| 1980年12月21日 | イルカ           | 我が心の友へ                               | LP：GWP-1003     | 幻のタペストリィー                               | 作詞・作曲：イルカ 編曲：小田和正 |
| 1980年12月21日 | イルカ           | 我が心の友へ                               | LP：GWP-1003     | まあるいいのち                                   | 作詞・作曲：イルカ 編曲：小田和正 |
| 1981年10月5日  | イルカ           | FOLLOW ME                                  | LP：GWP-1011     | Follow Me                                        | 作詞・作曲：イルカ 編曲：小田和正 |
| 1981年10月21日 | あんべ光俊       | Born to be Wild                            | LP：ETP-90017    | さよならMy Boy                                   | 作詞・作曲：安部光俊 編曲：鈴木康博鈴木康博：Guitars 松尾一彦：Guitars 清水仁：Bass 大間ジロー：Drums |
| 1981年10月21日 | あんべ光俊       | Born to be Wild                            | LP：ETP-90017    | Single Girl                                      | 作詞・作曲：安部光俊 編曲：鈴木康博鈴木康博：Guitars 松尾一彦：Guitars 清水仁：Bass 大間ジロー：Drums |
| 1981年10月21日 | あんべ光俊       | Born to be Wild                            | LP：ETP-90017    | ふり向いて もう一度                              | 作詞：安部光俊 作曲・編曲：鈴木康博鈴木康博：Guitars 松尾一彦：Guitars 清水仁：Bass 大間ジロー：Drums |
| 1981年10月21日 | あんべ光俊       | Born to be Wild                            | LP：ETP-90017    | そして誰もいなくなった                           | 作詞・作曲：安部光俊 編曲：鈴木康博鈴木康博：Guitars |
| 1981年10月21日 | あんべ光俊       | Born to be Wild                            | LP：ETP-90017    | Born to be Wild                                  | 作詞・作曲：安部光俊 編曲：鈴木康博鈴木康博：Guitars 松尾一彦：Guitars 清水仁：Bass 大間ジロー：Drums |
| 1981年10月21日 | あんべ光俊       | Born to be Wild                            | LP：ETP-90017    | ねえ君                                           | 作詞・作曲：安部光俊 編曲：鈴木康博鈴木康博：Guitars |
| 1981年10月21日 | あんべ光俊       | Born to be Wild                            | LP：ETP-90017    | 365日                                            | 作詞・作曲：安部光俊 編曲：鈴木康博 |
| 1981年10月21日 | あんべ光俊       | Born to be Wild                            | LP：ETP-90017    | 君が好き                                         | 作詞・作曲：安部光俊 編曲：鈴木康博鈴木康博：Guitars |
| 1981年10月21日 | あんべ光俊       | Born to be Wild                            | LP：ETP-90017    | 大きな河のほとりで                               | 作詞：安部光俊 作曲：松尾一彦 編曲：鈴木康博鈴木康博：Guitars 松尾一彦：Guitars 清水仁：Bass 大間ジロー：Drums |
| 1982年6月1日   | 原日出子         | 青いラプソディー                           | 7inch：ETP-17347 | 無風都市                                         | 作詞：松本隆 作曲：筒美京平 編曲：大谷和夫 コーラスアレンジ & コーラス：鈴木康博 |

## CMソング
CMのために制作された作品のみ列記。
- エッソ（1972年）
- マツダ・サバンナ（1973年）
- 日本リーバ・ラーマ（1973年）
- ミカレディー（1973年）
- エチケット・ライオン（1973年）
- 資生堂・赤い花見つけた（1974年）
- コカ・コーラ（1974年）
- 花王石鹸（1974年）
- ナショナル・楽園（1974年）
- 三菱（1974年）
- ニッタケ食品（1975年）
- ミリンダ（1975年）
- スプライト（1975年）
- 明治ブルガリアヨーグルト（1975年）
- 江崎グリコ・グリコ天然ジュース（1976年）
- カネボウ・キャンディ（1976年）
- カルピス・ソーダ（1976年）
- カシオトロン（1976年）
- グリコ・ナッチェル（1976年）
- ワコール（1976年）
- キッコーマン・ソース（1976年）
- 明治梅酒ソーダ
- 川村サイクル
- 住友金属
- 富士ゼロックス
- ライオン・ネオスマイル
- 花王トニック・シャンプー
- LOVE化粧品
- 日本リーバ・ブルックボンド紅茶
- 味の素
- ニーナ
- 仁丹
- 日本石油
- ネッスル・コーヒー
- ハウス・ジャワ・カレー
- 日産スカイライン（1976年）
- 月星化成ベンチャー
- 花王・エッセンシャルシャンプー（1976年）
- 丸井
- ライオン・エメロンクリームリンス
- 日立冷凍冷蔵庫（1976年）
- 明治・ポテト・スティック
- ファンタ（1976年、1977年）
- 花王・ソフィーナ
- ケロッグ
- ダイエー
- 花王エッセンシャル・リンス（1976年）
- コーセー化粧品（1976年）
- グリコ・セシル・チョコレート
- グリコ・コメッコ（1976年、1977年）
- コーセー・リリカル・リップ（1976年）
- コーセー・ミニバーグ（1976年）
- ブルボン・アルル（1976年）
- ヤマハ・スキー（1976年）
- ライオン・エメロンオイルリンス
- シャープ（1976年）
- ジョンソン（1976年）
- トーリ・クッションフロア（1977年）
- 全日空・秋の北海道ツアー（1977年）
- 不二家（1977年）
- バネット・ライオン（1977年）
- リボンシトロン（1978年）
- サンテ目薬（1978年）
- トヨタ・コルサ（1978年）
- タイガー魔法瓶（1978年）
- カネボウ・カナディアンソフト（1978年）
- 日石チューンナップジョッキーテーマ（1973年）
- RKBラジオ・ステーションジングル

## エピソード
- “オフコース (OFF COURSE)”という名前はコンサートのためにいつも中心となって動く聖光野球部OBが作った草野球チームの名前が“勝ってof course”、“of course 勝つ”という意味で“OF COURSE”だったことから。コンサートを始めてなにか名前をつけるということで“調子っ外れ”とひっかけて“OFF COURSE (THE OFF? COURSE)”にしたという[7]。
- 「さよなら」、「Yes-No」、「YES-YES-YES」、「君が、嘘を、ついた」などのヒットで当時、TBSの人気番組『ザ・ベストテン』に何度となくランクインしたが、この番組を含むすべての音楽番組には出演しなかったためが、「YES-YES-YES」では一度、レコーディング・スタジオから中継で小田が単独でコメントを出したことがある。
- オリコンシングルチャートでは『さよなら』、『君が、嘘を、ついた』が最高2位止まり、アルバムチャートでは『We are』と『over』が1位になっている。なお、小田が作った曲のシングルチャート1位は、ソロのシンガーソングライターとしてデビュー後、『ラブ・ストーリーは突然に』で達成した。
- 八曜社刊『Three and Two』でのインタビュー[要文献特定詳細情報]で小田は「去年初めて『銀河鉄道999』の（映画）音楽をやらないかって話があってね、さんざん考えた末、やろうっていう気になったら映画会社とかレコード会社の問題とか、いろいろいきさつがあって、結局ゴダイゴということになっちゃって」と、実現しなかったいきさつを語っている。
- ’80年11月に開催されたコンサート・ツアー“We are”は、日本武道館での4日間公演も含め、メンバーとスタッフが一丸となって力を発揮した。最終地である仙台公演のラスト、「愛を止めないで」のエンディングにさしかかった瞬間、舞台の袖から沢山のカーネーションがスタッフの手によって演奏中のメンバーに向かって投げられた。後に小田は「僕たちの制作するものの中で特に、レコーディングとステージに関しては何がどうなっているか知らぬ部分はない。だから、僕らの想像を超えて何かが創造されるということは全く考えたことがなかった。しかしそれは起こった。他人が聞けば他愛のないシャレに過ぎないかも知れないが、それが僕にとっては今度のアルバム・レコーディング、そしてこのコンサート・ツアーのすべてが覆されるほどの衝撃だった。だから僕は『ヤラレタ…』と思ったのだった。そして、あんなことが起こったのが心から嬉しかった」[37] と語っている。ベスト・アルバム『SELECTION 1978-81』の中袋に掲載されている下段の写真は、その時の様子を捉えたもの。
- 「I LOVE YOU」のエンディングのコーラスは当初、少年合唱団によるテイクを予定していたが、結果的にはレコーディングスタジオ近くの公園にいた子供たちやその親を迎え、さらにそこにメンバーやスタッフも加わってレコーディングしたテイクに変更された。また、この曲はアルバム『I LOVE YOU』収録の際、ビル・シュネーの友人がジョン・レノン死亡の新聞記事をニュース調に読み上げたナレーションが間奏部に挿入された[38]。
- 「YES-YES-YES」に女性の声（ねぇ、私のこと好き?）が入っていると、テレビのオカルト番組で取り上げられることがあるが、この声の主はレコーディングのとき、同じ録音スタジオを使っていた“レモン・トリー”という男女デュオの女性である合沢尚子で、意図的に収録されていることが当時の音楽雑誌『ギターブックGB』（ソニー・マガジンズ）の記事[要文献特定詳細情報]に掲載されている。
- 1982年の日本武道館10日間公演中の6月23日、ツアーの追加公演という形で横浜スタジアムでのコンサートが8月に計画されたが、7月5日に鈴木からの「区切りをつけたい」との申し入れにより中止となった。横浜スタジアム公演は後に小田がソロとして1992年8月29日、 30日の“MY HOME TOWN”で実現させている。
- 「僕等の時代」は1987年から1991年まで、名古屋テレビのオープニングBGMとして使われた。
- シングルのA面はほとんどが小田の曲だが、最初から小田の作品がA面と決められていたわけではなく、メンバー（ほとんどは小田か鈴木）が曲を持ち寄り、コンペティションを行った結果だった。このことは小田が『たしかなこと』[39] で、鈴木が自身のホームページ[要文献特定詳細情報]でのファンからの質問への回答で、それぞれ異口同音に語っている。結果として小田の曲が多くA面に採用されたことについて、小田は「ヤス（鈴木）に対して申し訳ないと思っていた」、鈴木は「そういう結果だから仕方ないと思っていた」と語っている。
- 全米デビューへの足がかりの一環として『Back Streets of Tokyo』が制作された1985年以前に、全米デビューを打診されていたことがある。松尾によれば、『We are』と『over』を聴いてオフコースを気に入ったBS&Tの元メンバーで当時キャピトル・レコードのプロデューサーだったBobby Colombyから「きかせて」と「せつなくて」で是非アメリカ・デビューを、との話をもらったという。すぐに英詞の仮歌によるデモテープが制作されたものの、直後に鈴木の離籍とグループの解散問題が浮上したため、それきりになったという[40]。